# 應繼分
應繼分是在共同繼承中，共同繼承人就遺產所得繼承的比例。法律若明定繼承人應繼承之比例，為法定應繼分，若許由被繼承人變更法定應繼分，以遺囑另行為指定，則為指定應繼分，但中華民國民法對此有限制，不得違反特留分之規定(第1187條)。

## 台灣
由於民法將繼承人分為血親股和配偶股兩大類，法定之應繼分隨之分開計算；血親繼承人之應繼分規定在民法第1141條，同一順序之繼承人有數人時，按人數平均繼承。但法律另有規定者，不在此限。
但配偶繼承人之應繼分則規定在民法第1144條。其中配偶與第一順位之直系血親卑親屬共同繼承時，其應繼分並非固定，而其與第二至第四順序之血親繼承人共同繼承時，則法定應繼分為固定。詳言之，如下：
一、與第一千一百三十八條所定第一順序之繼承人同為繼承時(即直系血親卑親屬)，其應繼分與他繼承人平均。
二、與第一千一百三十八條所定第二順序(父母)或第三順序(兄弟姊妹)之繼承人同為繼承時，其應繼分為遺產二分之一。
三、與第一千一百三十八條所定第四順序(祖父母)之繼承人同為繼承時，其應繼分為遺產三分之二。
四、無第一千一百三十八條所定第一順序至第四順序之繼承人時，其應繼分為遺產全部。